# Frente de Carelia
El Frente de Carelia (en ruso: Карельский фронт) fue una formación importante del Ejército Rojo durante el primer período de la Segunda Guerra Mundial. Se formó como una conveniencia de un intento temprano de detener el avance del Ejército Norwegen al mando del comandante Nikolaus von Falkenhorst de la Wehrmacht y de sus aliados finlandeses en su avance ofensivo hacia la Carelia soviética y principalmente hacia el puerto de Múrmansk y el ferrocarril que comunicaba dicho puerto con Moscú. Inicialmente, el frente operaba al norte de Leningrado, con su flanco en el lago Ladoga hasta la costa ártica.
Se formó por la directiva del Comando Supremo de las Fuerzas Armadas de la URSS del 23 de agosto de 1941, a partir de parte de las tropas del Frente Norte (comandante Markián Popov), es decir, los ejércitos 7.º, 14.º y 23.º, que en esa época defendían la línea del frente comprendida entre el mar de Barents y el lago Ládoga. La ubicación del cuartel general del frente era la ciudad de Belomorsk (República Socialista Soviética Carelo-Finesa).

## Historial de combate
El frente cubría el sector al norte del Lago de Ládoga y el río Svir hasta la costa ártica cerca de Múrmansk. Estuvo involucrado en combate contra fuerzas tanto finlandesas como alemanas a lo largo de la frontera soviético-finlandesa. El frente entre el lago Ládoga y el lago Onega se asignó al 7.º Ejército Independiente durante la fase estática de la guerra.
Después del fracaso de la Operación Silberfuchs (en español: Zorro Plateado) en el verano de 1941, ejecutada por la Wehrmacht alemana y el ejército finlandés, la línea del frente en el Ártico había cambiado poco. Las condiciones ambientales y las dificultades de suministros dificultaban enormemente la ejecución de operaciones militares a mayor escala, si es que no la hacían imposible, convirtiéndose la Guerra ártica en un teatro de operaciones de baja intensidad.
En la primavera de 1942, el Frente de Carelia lanzó dos contraataques locales para proteger la línea ferroviaria de Múrmansk, la línea vital para enviar el equipamiento aliado al resto del frente. El primero de ellos, el 28 de abril de 1942, cuando el 26.º Ejército soviético lanzó una ofensiva límitada contra el XIX Cuerpo de Montaña alemán. Las fuerzas atacantes sufrieron fuertemente, pero los alemanes eran demasiado débiles en la región para explotar su éxito defensivo. Más al sur, frente a Finlandia central, las fuerzas del 14.º Ejército soviético (comandante Vladimir Shcherbakov) atacaron al III Cuerpo de Ejército Germano-Finlandés. El 23 de abril, el 14.º Ejército envió algunas unidades en un vasto arco, girando hacia el flanco norte de los defensores alemanes y amenazando con cortar su línea de suministros. De nuevo, las fuerzas soviéticas eran demasiado débiles y extendidas para completar el trabajo. Del 5 al 7 de mayo, fueron rodeadas y virtualmente destruidas. El deshielo primaveral detuvo las operaciones en la zona. Después de estos contaataques el frente permanecería tranquilo hasta 1944.
Después del éxito de la ofensiva de Leningrado-Novgorod, que supuso el levantamiento definitivo del sitio de Leningrado, en febrero de 1944, Kiril Meretskov es nombrado jefe del Frente de Carelia en sustitución del coronel general Valerián Frolov.
Durante 1944, el Frente de Carelia participó junto con el Frente de Leningrado en la Ofensiva de Víborg-Petrozavodsk contra Finlandia que condujo al Armisticio de Moscú, que puso fin a la participación de Finlandia en la Segunda Guerra Mundial. En octubre de 1944 se llevó a cabo la Operación Petsamo-Kirkenes a lo largo del frente norte, capturando algunas partes del norte de Finlandia y liberando  la provincia noruega de Finnmark de la ocupación alemana.
El Frente de Carelia en la operación Petsamo-Kirkenes llevó a cabo la única operación militar importante con éxito jamás emprendida en un ambiente ártico en la guerra moderna. Las experiencias en la conducción de la operación, particularmente en términos de organización de los servicios y el suministro de la retaguardia, fueron consideradas importantes para la conducción de la operación Tormenta de agosto contra el Ejército de Kwantung japonés en Manchuria, y muchos oficiales destacados (incluido su comandante Kirill Meretskov)  fueron trasladados del Frente de Carelia al teatro de operaciones del Extremo Oriente ruso en 1945.
El 15 de noviembre de 1944, después de la retirada de Finlandia de la Segunda Guerra Mundial, el frente se disolvió. En abril de 1945, el personal del Cuartel General del Frente se transfirió al Lejano Oriente, donde se llevó a cabo la formación del Primer Frente del Lejano Oriente (originalmente llamado Administración de Campo del Grupo de Fuerzas Primorski).

### Operaciones militares
Hasta el 15 de noviembre de 1944, momento en que fue disuelto, el Frente de Carelia participó en las siguientes operacionesː
- Operación Silberfuchs (29 de junio-17 de noviembre de 1941)
  - Operación Rentier (29 de junio de 1941)
  - Operación Zorro de Platino (29 de junio-21 de septiembre de 1941)
  - Operación Zorro Ártico (1 de julio-17 de noviembre de 1941)
- Ofensiva de Víborg-Petrozavodsk (9 de junio-4 de agosto de 1944)
- Operación Petsamo-Kirkenes (7-29 de octubre de 1944)

En los apenas cuatro años de intensos combates, el Frente de Carelia sufrió unas bajas estimadas de 110 435 muertos, prisioneros o desaparecidos y 309 825 heridos o enfermos, para un total de bajas de 420 260 soldados y oficiales.

## Orden de batalla
Orden de batalla del Frente de Carelia el 1 de septiembre de 1944:    
- 7.º Ejército Independiente - comandanteː teniente general Alekséi Krútikov[7]
- 14.º Ejército - comandanteː teniente general Vladimir Shcherbakov;[8]
- 19.º Ejército - comandanteː teniente general Georgi Kozlov[9]
- 26.º Ejército - comandanteː teniente general Lev Skvirsky;[10]
- 32.º Ejército - comandanteː teniente general Filip Gorélenko;[11]
- 7.º Ejército Aéreo - comandanteː teniente general de aviación Iván Sokolov.[12]

## Mando

### Comandante del frente
- Coronel general Valerián Frolov (septiembre de 1941 - febrero de 1944)
- Coronel general Kirill Meretskov (febrero de 1944 - mayo de 1945)[4]

### Miembro del Consejo Militar
- Comisario de cuerpo A. S. Scheltow (septiembre de 1941 - julio de 1942)
- Comisario de brigada G. N. Kupriyanov (julio-noviembre de 1942)
- Comisario de división P. K. Batrakow (noviembre de 1942 - febrero de 1944)

### Jefe de Estado Mayor
- Coronel L.S. Skwirski (septiembre de 1941 - mayo de 1943)
- Mayor general Boris A. Pigarevich (mayo de 1943 - agosto de 1944)[13]
- Teniente general Alekséi Krutikov (agosto-noviembre de 1944)[14]